# Acemi Cadı
 (janvier 2021).
Pour les articles homonymes, voir Cadi (homonymie).
Acemi Cadı (littéralement Sorcière novice) est une série télévisée de comédie turque en 58 épisodes de 60 minutes inspirée de la série Sabrina, l'apprentie sorcière, et diffusée du 7 juillet 2006 au 21 décembre 2007 sur Kanal D puis sur Star TV.
Cette série est inédite dans tous les pays francophones.

## Synopsis
Une adolescente, Ayşegül est réveillée le jour de son anniversaire, et découvre alors que ses tantes Selda et Malda sont des sorcières, et que son chat Duman parle. Elle est également attirée par un garçon de sa classe, Selim, et doit composer avec le groupe des filles populaires de son école.

## Distribution
- Merve Boluğur : Ayşegül
- Şenay Gürler (tr) : Selda
- Nergis Kumbasar (tr) : Melda
- Celal Kadri Kınoğlu (tr) : Principal Dilaver, Damat Ferit
- Çağkan Çulha (tr) : Selim
- Dicle Alkan (bg) : Ceren
- Levent Sülün (tr) : Hulki Hoca
- Billur Yazgan : Tuğçe
- Tuğçe Taşkıran : Berna
- Gökdeniz Tüzün : Ebru
- Cenk Gürpınar (tr) : Cenk
- Haluk Levent Karataş : Murat